# Gajišće
Gajišće je naselje u sastavu Grada Zagreba. Nalazi se u gradskoj četvrti Sesvete.

## Povijest
Naselje Gajišće bilo je upravno samostalno naselje do 1991. godine. 1991. godine pripojeno je Sesvetima.

## Stanovništvo
Prema popisu stanovništva iz 2001. godine, naselje je imalo [urediti] stanovnika te [urediti] obiteljskih kućanstava.

Prema popisu stanovništva 2011. godine naselje je imalo [urediti] stanovnika.

## Vanjske poveznice
- Grad Zagreb 12. mjesni odbor Gajišće
- Sesvete Online